# Dáinsleif
Dáinsleif ("Dáinns arv") er kong Högnes sværd ifølge Snorri Sturlusons beretning om slaget kendt som Hjaðningavíg.
Da Heðinn tilbyder ham kompensation for at have kidnappet hans datter svarer Högne:
'Du har givet dit sidste tilbud, hvis du vil have fred: for nu har jeg trykket Dáinsleif, som dværgene skabte, og som skal tage en mands live hver gang det bliver blottet, og det fejler aldrig sine slag, såret heler ikke, hvis man bliver ramt.'

—Skáldskaparmál (50), Brodeurs oversættelse Arkiveret 23. maj 2020 hos  Wayback Machine